# Half Widow
Half Widow è un film del 2017 diretto da Danish Renzu.
Il film, di produzione indipendente, narra le vicende di una casalinga analfabeta di Srinagar che dopo anni di guerra trascorsi alla ricerca del marito decide di imparare a scrivere per poter tramandare la sua storia.

## Trama
Srinagar, giorni nostri. Neela ha trascorso anni alla ricerca di suo marito, scomparso nel nulla nel 1999 dopo che un gruppo di uomini armati lo portò via da casa. Un giorno, Neela scopre che suo marito è morto. Vorrebbe raccontare la sua storia ma il problema è che non sa scrivere. Durante tutto quel tempo, la donna si era annullata e aveva perso sé stessa. Il film segue Neela in una nuova fase di ricerca, non più volta al ritrovamento del marito ma alla riappropriazione di sé e del proprio tempo. La cultura e l'arte, vittime della guerra come lo sono le persone, diventano in questo senso cura e catarsi, capaci di sfiammare la rabbia e di riaccendere la speranza creando reti sociali e spirituali.

## Produzione
Il film è il primo lungometraggio del regista Danish Renzu. L'idea del film nasce dalla necessità del regista di raccontare le difficoltà a cui vanno incontro migliaia di half widow kashmire. Con il termine half widow (tradotto in italiano mezze vedove) si usa indicare tutte quelle mogli a cui è stato sottratto il marito durante la guerra e che non sanno se è vivo o morto. Attraverso il film, il regista intende inoltre rimarcare l'importanza della cultura come strumento universale contro l'odio e la solitudine. Il cast è costituito da attori kashmiri senza formazione attoriale.
Nel film sono presenti canzoni tipiche regionali, anche di epoca medievale, interpretate da donne locali. Il cantante protagonista è Noor Mohammad, artista di strada noto a Srinigar per la sua particolarità di portarsi sempre con sé un rabbino. I dialoghi e alcuni testi delle canzoni sono a cura di Sunayana Kachroo, poetessa e paṇḍit kashmira. La trama del film si ispira alla vita dell'attivista Parveena Ahanger, fondatrice di un'associazione di sostegno alle donne half widow.

## Riconoscimenti
- 2014: South Asian International Film Festival – Miglior film